# 1537 en santé et médecine
| Années de la santé et de la médecine : 1534 - 1535 - 1536 - 1537 - 1538 - 1539 - 1540    |
| Décennies de la santé et de la médecine : 1500 - 1510 - 1520 - 1530 - 1540 - 1550 - 1560 |

Cet article présente les faits marquants de l'année 1537 en santé et médecine.

## Événements
- Octobre : Ambroise Paré reçoit le baptême du feu en Piémont, au cours de la huitième guerre d'Italie et, après l'assaut du château de  Veillane, il applique pour la première fois sur les plaies d'arquebuse « le pansement « digestif » qui lui servait pour traiter d'autres blessures, un mélange fait de jaune d'œuf, d'huile rosat et de térébenthine[1] ».
- 5 décembre : André Vésale obtient son bonnet de docteur à vingt-trois ans à l'université de Padoue[2].
- Giovanni Ingrassia obtient son bonnet de docteur à vingt-sept ans à l'université de Padoue[3].

## Publications
- Michel Servet publie à Paris, chez Simon de Colines, un livre de pharmacie galénique intitulé Syruporum universa ratio[4].
- Première édition, à Rome du traité d'Alfonso Ferri († 1595) De ligni sancti multiplici medicina, et vini exhibitione[5].
- Johann Dryander (de) (1500-1560) fait imprimer à Marbourg, par Eucharius Cervicornus, ses Anatomiae, l'un des principaux traités anatomiques de la Renaissance[6].

## Naissance
- Jacob Horstius (mort en1600), professeur de médecine à l'université de Helmstedt[7].

## Décès
- 21 février : Jérôme Accoramboni (né en 1469), médecin des papes Léon X, Clément VII et Paul III[8].
- 24 septembre : Jean Ruel (né vers 1479), médecin et botaniste français[9].
- 24 octobre : Jeanne Seymour (née vers 1508), des suites d'une césarienne faite à la naissance du futur Édouard VI (1537-1553[10]).